# Thân vương phi Hisako
Thân vương phi Hisako (憲仁親王妃久子 (Cao Viên cung Hiến nhân Thân vương phi Cử tử) Norihito Shinnōhi Hisako) (tên khai sinh là Tottori Hisako (鳥取久子 Tottori Hisako); sinh ngày 10 tháng 7 năm 1953), là thành viên của Hoàng gia Nhật Bản và là góa phụ của Thân vương Norihito, sau khi chồng qua đời, bà hiện là người đứng đầu nhánh Cao Viên cung của Hoàng gia Nhật Bản.

## Bối cảnh và giáo dục
Hisako sinh ngày 10 tháng 7 năm 1953 tại Shirokane, Tokyo, Nhật Bản. Bà là con gái lớn của nhà công nghiệp Nhật Bản Tottori Shigejiro. Hisako đi cùng cha đến Anh, nơi ông được chuyển sang đó công tác, và bà đã thành thạo tiếng Anh khi còn nhỏ. Sau đó, bà tốt nghiệp trường Cao đẳng Girton, Đại học Cambridge ở Anh năm 1975 với bằng đại học về nhân chủng học và khảo cổ học. Khi trở về Nhật Bản, bà đã có được vị trí làm việc cho một công ty dịch thuật, nhưng sớm quay trở lại Anh để tìm hiểu về thuật ngữ pháp lý được sử dụng trong các đạo luật. Bà trở lại Nhật Bản một lần nữa vào năm 1982. Sau khi trở về, bà được làm phiên dịch viên cho Thân vương Takahito và trợ lý của ông tại Hội nghị chuyên đề văn hóa quốc tế châu Á - Bắc Phi lần thứ 31. Bà được trao bằng tiến sĩ nghệ thuật từ Đại học Nghệ thuật Osaka vào tháng 2 năm 2012, lúc này, bà đã trở thành Thân vương phi.

## Hôn nhân và gia đình
Vào ngày 23 tháng 4 năm 1984, Hisako tham dự tiệc chiêu đãi do Đại sứ quán Canada tại Tokyo tổ chức.Đây cũng là lần đầu tiên bà gặp Thân vương Norihito,chồng tương lai của mình. Thân vương đã tính đến chuyện kết hôn với Hisako vào ngày 20 tháng 5 và Hội đồng Hoàng gia đã tuyên bố lễ đính hôn cho Thân vương Norihito sẽ được tổ chức vào ngày 1 tháng 8 năm 1984. Lễ đính hôn chính thức được thực hiện vào ngày 17 tháng 9 năm 1984 và đám cưới được tổ chức vào ngày 6 tháng 12 cùng năm. Vợ chồng Thân vương có ba cô con gái:
- Nữ vương Tsuguko (承子女王 (Cao Viên cung Thừa tử Nữ vương) Tsuguko Joō?, sinh ngày 8 tháng 3 năm 1986 tại bệnh viện Aiiku ở Tokyo)
- Senge Noriko (典子女王 Noriko Joō?, sinh ngày 22 tháng 7 năm 1988 tại bệnh viện Aiiku ở Tokyo).Sau khi kết hôn với Kunimaro Senge vào ngày 5 tháng 10 năm 2014, Nữ vương Noriko đã từ bỏ tước hiệu hoàng gia và rời khỏi Hoàng gia theo yêu cầu của Luật Hoàng gia năm 1947, lấy họ của chồng và được gọi là "Noriko Senge" (千家典子 Senge Noriko?).
- Moriya Ayako (絢子女王 Ayako Joō?, sinh ngày 15 tháng 9,1990 tại bệnh viện Aiiku tại Tokyo); Sau khi kết hôn với Moriya Kei vào ngày 29 tháng 10 năm 2018, Nữ vương Ayako đã từ bỏ tước hiệu hoàng gia và rời khỏi Hoàng gia theo yêu cầu của Luật Hoàng gia năm 1947, lấy họ của chồng và được gọi là "Ayako Moriya" (守谷絢子 Moriya Ayako?).

## Trách nhiệm chính thức

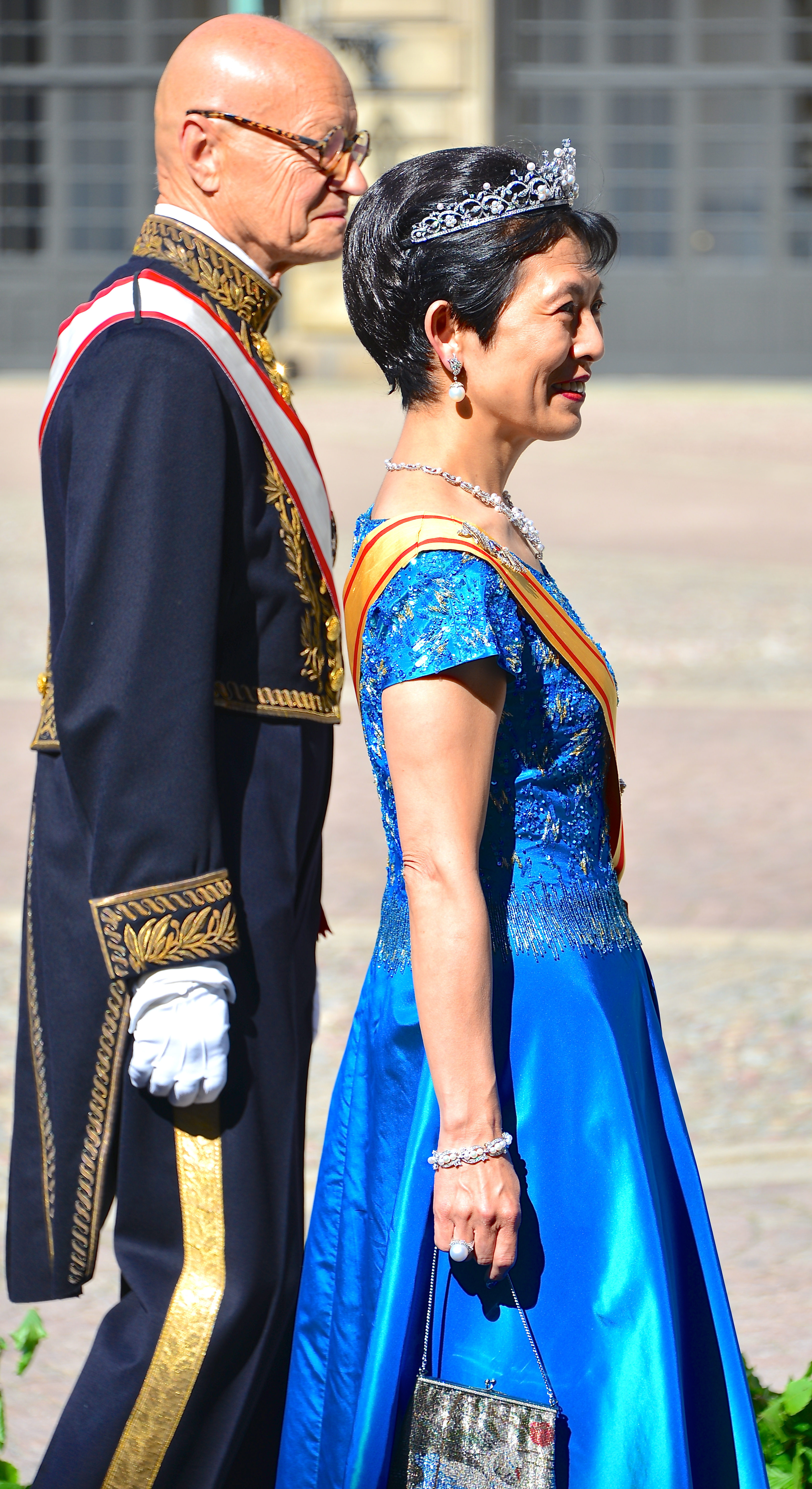
Thân vương phi trên đường đến nhà thờ lâu đài tại Cung điện Hoàng gia ở Stockholm trước đám cưới của Công chúa Madeleine của Thụy Điển và Christopher O'Neill vào tháng 6/2013.

Thân vương Norihito và Thân vương phi Hisako là cặp vợ chồng công du trong phạm vi rộng rãi nhất Hoàng gia Nhật Bản, cùng nhau đến thăm 35 quốc gia trong 15 năm để đại diện cho Nhật Bản về các công việc khác nhau. Những chuyến thăm cuối cùng của Thân vương bao gồm chuyến công du đến Ai Cập và Morocco vào tháng 5 năm 2000, Hawaii vào tháng 7 năm 2001 (để quảng bá cho trà đạo Nhật Bản) và tới Hàn Quốc từ tháng 5 đến tháng 6 năm 2002. Sau đó là để tham dự Lễ khai mạc FIFA World Cup 2002 Hàn Quốc-Nhật Bản. Chuyến thăm thiện chí của vợ chồng Thân vương tới Triều Tiên là chuyến thăm hoàng gia Nhật Bản đầu tiên kể từ Thế chiến II, và là một bước quan trọng trong việc thúc đẩy quan hệ song phương thân thiện giữa Nhật Bản và Hàn Quốc. Khi ở Hàn Quốc, họ đã đi khắp đất nước, gặp gỡ Chủ tịch Kim Dae-jung và người dân Hàn Quốc, và Thân vương đã đến thăm các cơ sở dành cho người khuyết tật ở Hàn Quốc mà Lý Phương Tử-Hoàng Thái tử phi cuối cùng của Hàn Quốc,cùng gia đình Naishimoto đã tài trợ.
Thân vương Norihito qua đời vì rung tâm thất khi chơi bóng quần với đại sứ Canada, Robert G. Wright, tại Đại sứ quán Canada vào năm 2002, để lại vợ và ba cô con gái nhỏ. Sau khi chồng qua đời, Thân vương phi đã hoạt động rất tích cực trong hầu hết các tổ chức từ thiện liên quan đến thể thao, trao đổi văn hóa và môi trường, đảm nhận tất cả các bài viết trước đây do người chồng quá cố của bà từng viết, cũng như có nhiều bài đăng mới.
Vào tháng 6 năm 2003, Thân vương phi đã đến thăm Dublin, Ireland và tham dự Thế vận hội Mùa hè Thế vận hội đặc biệt 2003. Vào tháng 6 năm 2004, bà đã có chuyến thăm chính thức tới Canada, đi khắp đất nước và than dự Lễ kỷ niệm 75 năm quan hệ ngoại giao chính thức giữa Canada và Nhật Bản. Trong chuyến thăm này, bà đã nhận được hai bằng tiến sĩ luật danh dự, một từ Đại học Alberta và một từ Đại học Prince Edward Island. Vào tháng 11 năm 2004, bà đã đến thăm Bangkok, Thái Lan, để tham dự Hội nghị Thế giới IUCN lần thứ 3 với tư cách là Chủ tịch danh dự của BirdLife International.
Vào tháng 3 năm 2004, bà đã được bầu để kế nhiệm Hoàng hậu Noor của Jordan với tư cách là Chủ tịch danh dự của BirdLife International. Bà đã đến thăm Montevideo, Uruguay vào năm 2008 và tại Buenos Aires, Argentina trong Hội nghị bảo tồn các loài chim trên thế giới. Trong chuyến thăm này, bà đã tham dự triển lãm polo và chứng kiến anh em Novillo Astrada thi đấu và được bà vinh danh tại Câu lạc bộ Polo La Aguada.
Vào tháng 6 năm 2005, bà đã đến Đức để tham dự Cúp Liên đoàn các châu lục 2005, chứng kiến các trận đấu giữa Đức với Argentina và Nhật Bản với Brazil. Sau đó, bà đến Jordan để tham dự đám cưới của Công chúa Badiya bint El Hassan. Vào tháng 11 cùng năm,bà trở về Anh để tham dự Hội nghị toàn cầu của BirdLife International. Vào tháng 1 năm 2006, bà trở về Canada để tham dự lễ khai trương "Cuộc triển lãm Thân vương Takamado của Nhật Bản" tại Bảo tàng Hoàng gia Ontario. Bà cũng trở lại Đức vào cuối năm đó để tham dự FIFA World Cup 2006.
Vào tháng 6 năm 2013, bà đã đến thăm Thụy Điển để tham dự đám cưới của Công chúa Madeleine của Thụy Điển và Christopher O'Neill. Vào ngày 18 tháng 6 năm 2014,Thân vương phi Hisako đến Cộng hòa Liên bang Brazil, Cộng hòa Colombia và Cộng hòa Pháp. Tại Brazil, bà đã xem trận bóng đá World Cup với tư cách là chủ tịch danh dự của Hiệp hội bóng đá Nhật Bản. Tại Colombia, bà đến thăm Liên đoàn bóng đá Colombia. Tại Pháp, bà đã tham dự sự kiện của Liên đoàn Kyudo quốc tế với tư cách là chủ tịch danh dự của liên đoàn. Bà đã trở lại Nhật Bản vào ngày 24 tháng 6.
Thân vương phi còn là tác giả của hai cuốn sách thiếu nhi được xuất bản bằng tiếng Anh; Katie và Dream-Eater (OUP, 1996) và Lulie the Iceberg (OUP, 1998).
Kể từ tháng 11 năm 2002, sau khi chồng qua đời, bà đã giữ chức Chủ tịch danh dự của Hoàng tử Takamado Trophy, Cuộc thi hùng biện tiếng Anh của trường trung học Nhật Bản.

## Tước hiệu
Sau khi kết hôn, Hisako đã được phong là Cao Viên cung Hiến nhân Thân vương phi.

## Danh dự

### Danh dự quốc gia
- Nhật Bản: Grand Cordon của Huân chương Vương miện quý giá [3]
- Nhật Bản: Bảo trợ hội Chữ thập đỏ [4]
- Nhật Bản: Người nhận Huân chương Chữ thập đỏ [4]

### Danh dự nước ngoài
- Tây Ban Nha: Nhà thờ lớn của Hội thánh Công giáo Isabella (08/11/2008) [5]
- Thụy Điển: Người nhận Huân chương Huy hiệu Sinh nhật lần thứ 70 của Vua Carl XVI Gustaf (30/04/2016)

### Bằng danh dự

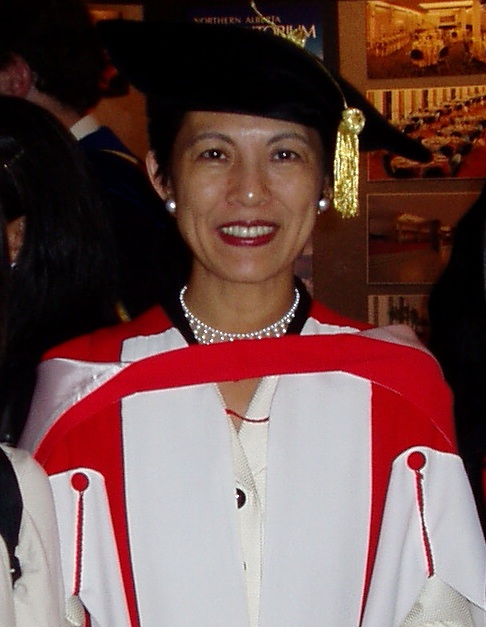
Thân vương phi Hisako trong ngày nhận bằng tiến sĩ danh dự và có bài phát biểu thuyết phục tại Đại học Alberta, ngày 10 tháng 6 năm 2004.

- Bằng danh dự về Luật (Đại học Alberta, 2004)
- Bằng danh dự về Luật (Đại học Prince Edward Island, 2004)
- Bằng danh dự về giáo dục (Đại học Hannam, 2014)

### Vị trí danh dự
- Người bảo trợ của Hiệp hội trượt tuyết cỏ Nhật Bản
- Người bảo trợ của Liên đoàn nghiệp dư Nhật Bản Corp
- Chủ tịch danh dự của Ikebana International [6][7]
- Chủ tịch danh dự của Hiệp hội Bóng chày Cao su nghiệp dư Nhật Bản
- Chủ tịch danh dự của Liên đoàn bắn cung toàn Nhật Bản
- Chủ tịch danh dự của Liên đoàn đấu kiếm Nhật Bản
- Chủ tịch danh dự của cuộc giải cứu biển Nhật Bản
- Chủ tịch danh dự của Hiệp hội khúc côn cầu Nhật Bản
- Người bảo trợ danh dự của Hiệp hội bóng đá Nhật Bản
- Chủ tịch danh dự của Hiệp hội Tây Ban Nha Nhật Bản
- Người bảo trợ danh dự của Trung tâm quảng bá nghệ thuật biểu diễn dân gian
- Chủ tịch danh dự của bát quốc gia Nhật Bản
- Chủ tịch danh dự của Quỹ Inamori
- Chủ tịch danh dự của Liên đoàn Thuyền buồm Nhật Bản
- Chủ tịch danh dự Hiệp hội bóng quần Nhật Bản
- Chủ tịch danh dự của Liên đoàn Nhật Bản Junior Sea Friend
- Người bảo trợ danh dự của Quỹ Hội sinh viên quốc gia Nhật Bản
- Người bảo trợ danh dự của Hiệp hội Á châu Nhật Bản
- Người bảo trợ danh dự của Les Amies de Langue Francaise
- Thống đốc danh dự của Hiệp hội Nhật Bản-Ai Cập
- Người bảo trợ danh dự của Hiệp hội Canada-Nhật Bản
- Chủ tịch danh dự của BirdLife International
- Chủ tịch danh dự của Liên đoàn Kyudo quốc tế [8]
- Chủ tịch danh dự của Quỹ tưởng niệm Hoàng tử Takamado cho Sàn giao dịch Nhật Bản - Hàn Quốc
- Chủ tịch danh dự của Hiệp hội hỗ trợ trung tâm giáo dục quốc tế
- Phó chủ tịch danh dự của Hội chữ thập đỏ Nhật Bản
- Người bảo trợ danh dự cho Châu Á, Câu lạc bộ Chim quý hiếm của International life

## Hậu duệ
| Tên                            | Sinh                    | Kết hôn                  | Kết hôn        | Con cái |
| ------------------------------ | ----------------------- | ------------------------ | -------------- | ------- |
| Công chúa Tsuguko của Takamado | Ngày 8 tháng 3 năm 1986 |                          |                |         |
| Ayako Moriya                   | 22 tháng 7 năm 1988     | Ngày 5 tháng 10 năm 2014 | Kunimaro Senge |         |
| Noriko Senge                   | 15 tháng 9 năm 1990     | 28 tháng 10 năm 2018     | Kei Moriya     |         |